# Mai Phương Thúy
Mai Phương Thúy (sinh ngày 6 tháng 8 năm 1988 tại Hà Nội) là một nữ người mẫu kiêm doanh nhân người Việt Nam. Cô là người đăng quang cuộc thi Hoa hậu Việt Nam 2006.

## Tiểu sử
Mai Phương Thúy là con gái lớn trong gia đình có 2 chị em. Năm lên 6 tuổi, bố cô mất sau gần một năm nằm viện. Mẹ cô là bà Nguyễn Phương Lan từng là cán bộ trong ngành thuế (Chi cục Thuế quận Tây Hồ) đã ở vậy để nuôi cha mẹ chồng và 2 con nhỏ.
Trước khi đến với cuộc thi Hoa hậu Việt Nam 2006, Mai Phương Thúy từng là thành viên của Công ty người mẫu New Talent. Cô gia nhập công ty từ kì nghỉ hè năm lớp 11 qua sự giới thiệu của một người bạn.
Mai Phương Thúy từng học THCS Thăng Long và trường Trung học phổ thông Phan Đình Phùng, Hà Nội. Năm 2006, cô thi đỗ trường Đại học Ngoại thương ngành Quản trị kinh doanh với số điểm 24,5 và đã 3 lần đoạt được học bổng toàn phần của Đại học RMIT Việt Nam. Sau khi đăng quang, Mai Phương Thuý đã chọn theo học trường Đại học RMIT Việt Nam cơ sở Nam Sài Gòn.

## Sự nghiệp
Tại cuộc thi Hoa hậu Việt Nam 2006, Mai Phương Thúy có các số đo hình thể: chiều cao 179.5 cm (nhưng đăng ký 179 cm vì lo rằng cô quá cao theo thông tin Mai Phương Thúy cho biết), nặng 60 kg và ba vòng 86-62-95. Cô lập kỷ lục về chiều cao của hoa hậu trong lịch sử Hoa hậu Việt Nam kể từ năm 1988 - 2012. 
Cô luôn được đánh giá là ứng viên sáng giá cho vương miện hoa hậu trong suốt cuộc thi. Những gương mặt triển vọng được đánh giá cao cùng với Mai Phương Thuý trong cuộc thi này là Lưu Bảo Anh (Cần Thơ), Trần Thị Hương Giang (Hải Dương), Phạm Thị Thùy Dương, Lương Thị Ngọc Lan,... 
Đêm chung kết cuộc thi diễn ra vào ngày 26 tháng 8 tại sân khấu nhạc nước của Công viên Văn hóa Vinpearl thuộc Khu liên hợp quốc tế Vinpearl - Hòn Ngọc Việt (Hòn Tre, Nha Trang). Sau các phần thi trình diễn áo tắm và trang phục dạ hội, Mai Phương Thúy được chọn vào Top 5 người đẹp nhất. Nhận được câu hỏi ứng xử: "Những lúc nào bạn cảm thấy thiếu tự tin nhất?", Mai Phương Thúy đã trả lời: "Theo em, trong cuộc sống, ai cũng muốn hướng tới một vẻ đẹp hoàn thiện về nhân cách, về hình thức, về tâm hồn. Chính vì thế, con người rất có ý thức để trang bị cho mình những hành trang để có thể trở thành một người tự tin trong cuộc sống. Vì vậy, lúc em cảm thấy thiếu tự tin nhất đó chính là lúc mà mình chưa trang bị đủ cho mình những kiến thức, những điều tốt đẹp để có thể trở thành một người phụ nữ Việt Nam mang vẻ đẹp Việt Nam, mang nhân cách Việt Nam, trái tim Việt Nam". Kết quả chung cuộc, cô giành được ngôi vị cao nhất bên cạnh Á hậu 1 Lưu Bảo Anh và Á hậu 2 Lương Thị Ngọc Lan.
Ngoài ngôi vị cao nhất, Mai Phương Thuý còn nhận được danh hiệu thí sinh được bình chọn nhiều nhất qua hệ thống tin nhắn và website chính thức của cuộc thi.
Sau khi đăng quang, cô đã phải khẩn trương lên đường tới thủ đô Warszawa của Ba Lan để kịp dự thi Hoa hậu Thế giới 2006. Tuy nhiên, do đến muộn, cô đã bỏ lỡ đêm ra mắt các thí sinh và phần thi áo tắm (Hoa hậu Bãi biển) của cuộc thi này.
Cô tham gia đầy đủ các phần thi Hoa hậu Thể thao, Trang phục dân tộc và không tham gia phần thi Hoa hậu Tài năng.
Trong phần thi trang phục dân tộc, Mai Phương Thuý lọt vào Top 20 thí sinh mặc trang phục dân tộc đẹp nhất nhờ chiếc áo dài đen đuôi công kết cườm và kim sa của nhà thiết kế Việt Hùng. Đây cũng là bộ trang phục được Mai Phương Thuý mặc lại trong đêm chung kết do cô bị thất lạc hành lý khi đến cuộc thi và trang phục dạ hội của cô nằm trong chiếc vali đó. Đêm chung kết cuộc thi Hoa hậu Thế giới 2006 tổ chức tại sân khấu Tháp Văn hóa và Khoa học, Warszawa vào ngày 30 tháng 9. Kết quả cuối cùng, Mai Phương Thúy đã giành được thành tích lọt vào Top 17 của cuộc thi với tư cách là Thí sinh được khán giả yêu thích nhất (bình chọn nhiều nhất) khu vực châu Á-Thái Bình Dương.
Nhờ thành tích lọt vào bán kết Hoa hậu Thế giới 2006 của Mai Phương Thuý, thứ hạng của Việt Nam đã tăng 15 bậc từ 65 lên vị trí 49 trên bảng xếp hạng Grand Slam của Globalbeauties. Bảng xếp hạng này tổng hợp điểm của các quốc gia đạt được từ 5 cuộc thi sắc đẹp lớn và uy tín nhất thế giới là Hoa hậu Thế giới, Hoa hậu Hoàn vũ, Hoa hậu Quốc tế, Hoa hậu Trái Đất và Nữ hoàng Du lịch Quốc tế (hiện nay Hoa hậu Trái Đất và Nữ hoàng Du lịch Quốc tế không còn nằm trong hệ thống Grand Slam).
Cũng trong năm đó, Mai Phương Thúy được trang web Globalbeauties.com xếp hạng lọt vào Top 50 hoa hậu tiêu biểu nhất tại các cuộc thi hoa hậu quốc tế trong năm 2006.
Sau đó, một lần nữa cô nhận được lời mời làm đại diện Việt Nam tại đấu trường Hoa hậu Hoàn vũ 2011 nhưng cô đã từ chối.
Mai Phương Thúy từng đảm nhiệm vai trò giám khảo của cuộc thi Hoa hậu Hoàn vũ Việt Nam 2015, 2017 và Hoa hậu Thế giới Việt Nam 2019.

### Công tác từ thiện
Trong suốt 2 năm đương kim hoa hậu, Mai Phương Thuý đã đi nhiều nơi, gặp gỡ và tiếp xúc với nhiều đối tượng: thương bệnh binh, trẻ em mồ côi, người già neo đơn, nạn nhân thiên tai...để thăm hỏi và tặng quà. Tổng số tiền cô đã làm từ thiện trong 2 năm đương nhiệm lên tới gần 10 tỷ đồng.
Ngoài ra, Mai Phương Thúy cũng tham gia với tư cách là "đại sứ thiện chí" cho một số chương trình xã hội - cộng đồng như: Chương trình đi bộ kêu gọi ủng hộ trẻ em nghèo hiếu học, chương trình phòng chống tai nạn - thương vong của Quỹ thương vong châu Á (AIPF), đại sứ thanh niên hoa hậu của Operation Smile Việt Nam, Quỹ từ thiện cộng đồng người sử dụng Internet Việt Nam.

### Hoạt động nghệ thuật
Ngoài các hoạt động từ thiện-xã hội, Mai Phương Thúy cũng là một hoa hậu được đánh giá là năng động và nhiệt huyết thử sức trong nhiều lĩnh vực nghệ thuật, thể hiện đặc trưng tuổi trẻ. Cô tham gia nhiều hoạt động quảng cáo, đóng phim, ra DVD "Hoa đồng nội", phát hành sách Phụ nữ và Tuồng, thực hiện những bộ ảnh nghệ thuật, ra album ca nhạc...
Năm 2008, Mai Phương Thúy nhận lời tham gia đóng nhân vật chính trong bộ phim truyền hình dài tập "Âm tính", kể về cuộc đời của một cô hoa hậu gian truân, bất hạnh, cuối cùng chết trong cô đơn với căn bệnh HIV/AIDS Lâm Uyển Nhi.
4/10/2010, Mai Phương Thuý đã kết hợp cùng nhà thiết kế thời trang Võ Việt Chung trình diễn chiếc áo dài kỷ lục gồm 9 vạt với tổng chiều dài hơn 1000m gắn 2000 viên kim cương.

## Đời tư
Mai Phương Thúy hẹn hò với Noo Phước Thịnh vào khoảng những năm 2008. Trên trang cá nhân của Cô cũng nhiều lần úp mở chuyện tình giữa cô và Noo Phước Thịnh nhiều lần. Tháng 10.2018, trong một buổi trò chuyện trực tuyến, Noo Phước Thịnh thừa nhận anh và Thúy từng có thời gian hẹn hò. Sau đó, Mai Phương Thúy cũng lên tiếng xác nhận mối quan hệ này. Hiện nay, cả hai đều xác nhận đã chia tay và giữ mối quan hệ bạn bè.

### Sự cố và chỉ trích
Vào thời điểm giữa năm 2009, Mai Phương Thúy gây xôn xao dư luận với những bộ ảnh gợi cảm trong trang phục bikini nóng bỏng liên tục được cô tung ra cùng với dự định chụp bộ ảnh nude được hoa hậu giải thích là vì mục đích từ thiện. Sự việc này gây rất nhiều ồn ào tranh cãi trên các phương tiện truyền thông đại chúng và diễn đàn khiến cô gặp phải khá nhiều lời chỉ trích và trách móc. Mặt khác, trong dư luận còn xuất hiện nhiều lời đồn thổi về việc chỉnh sửa thẩm mỹ vòng 1 quá mức cần thiết của hoa hậu nhưng cô đã phủ nhận điều này.
Ngoài ra, cư dân mạng cũng từng ầm ĩ khi một đoạn clip lan truyền trên internet quay cảnh một cô gái được cho là rất giống Hoa hậu Mai Phương Thuý đang cãi cọ, to tiếng với người đi đường. Báo chí có đặt câu hỏi đối chất nhưng Mai Phương Thuý đã từ chối bình luận về sự kiện này.
Năm 2012, bộ ảnh "Xuân thì" chụp Mai Phương Thúy trong trang phục áo dài có chất liệu mỏng và tư thế tạo dáng được cho là quá gợi cảm đã được tung lên mạng. Một số tờ báo đã chỉ trích nặng nề, cho rằng bộ ảnh làm vấy bẩn hình ảnh chiếc áo dài và đòi tước vương miện hoa hậu của Mai Phương Thúy. Một số tờ báo lại đánh giá, đó là bộ ảnh đẹp, tôn vinh vẻ đẹp áo dài truyền thống Việt Nam.
Ngoài ra, Mai Phương Thúy còn vướng một số rắc rối khác, như thiếu lễ độ đối với người lớn tuổi trong một quảng cáo, thái độ của cô khi trao đổi với một người bảo vệ của Bưu điện Trung tâm Thành phố Hồ Chí Minh vào tháng 9 năm 2011.

## Phim truyền hình
| Năm  | Phim    | Vai trò         |
| ---- | ------- | --------------- |
| 2009 | Âm tính | Minh - Nữ chính |
| 2017 | Thời cơ | Minh Yến        |